# Хуахине
Хуахине (фр. Huahine) — один из Подветренных островов в составе Островов Общества, принадлежит Французской Полинезии, заморской территории Франции. Представляет собой двойной вулканический остров, окружённый рифом размером 15 X 10 километров.

## География
Фактически Хуахине состоит из двух изолированных островов — Хуахине Нуи (Большой Хуахине) на севере и Хуахине Ити (Малый Хуахине) на юге, — отделенных лишь несколькими сотнями метров воды и соединяющихся песчаной отмелью, обнажающейся во время отлива. Острова окружены коралловыми рифами, сформировавшими несколько островков. Между островами Хуахине Нуи и Хуахине Ити был построен небольшой мост.

## Население
В 2007 году население острова составляло 5999 человек.

## Административное деление
В административном отношении Хуахине представляет собой коммуну (муниципалитет) административной единицы Подветренные Острова. Мэр коммуны — Марселин Лизан. Административный центр коммуны — поселение Фаре на Хуахине Нуи.

## Достопримечательности
Одна из достопримечательностей Хуахине — мост, пересекающий ручей с угрями длиной 1-2 метра. Эти угри, согласно местной мифологии, считаются священными жителями.
На острове в 2000 году  снимался французский фильм «Принц жемчужного острова» с Тьерри Лермиттом и Мари Трентиньян в главных ролях.